# Janez Šinkovec
Janez Šinkovec, slovenski pravnik, * 12. avgust 1928, Ljubljana- u. 2016
Šinkovec je leta 1956 diplomiral na ljubljanski PF in prav tam 1980 tudi doktoriral.V letih 1957−1967 je bil sodnik okrajnega sodišča v Radovljici ter okrožnih sodišč v Ljubljani in Novi Gorici, nato med drugim svetovalec Ustavnega sodišča SRS (1973-1986), sodnik Ustavnega sodišča Republike Slovenije (1990-1998). Na PF v Ljubljani je bil 1985 habilitiran za rednega profesorja.